# Ribeira da Prata
Ribeira da Prata (crioll capverdià Rubera da Prata) és una vila al nord de l'illa de Santiago a l'arxipèlag de Cap Verd. Està situada a 6 kilòmetres al sud de Tarrafal.